# Wildbader Vertrag
Der Wildbader Vertrag wurde abgeschlossen am 18. Mai 1715 in Wildbad im Schwarzwald zwischen Herzog Leopold Eberhard von Württemberg-Mömpelgard und Herzog Ludwig Eberhard von Württemberg-Stuttgart. Inhalt des Vertrages ist die Regelung der Erbfolge in Mömpelgard nach dem Tod Leopold Eberhards.
Das seit 1397 württembergische Montbéliard wurde gemeinsam mit weiteren linksrheinischen Besitzungen Württembergs seit 1617 von einer württembergischen Nebenlinie regiert. Herzog Leopold Eberhard (1670–1723, reg. seit 1699) hatte keine erbberechtigten Nachkommen, hatte aber aus einer nicht standesgemäßen, später aufgelösten Ehe und Beziehungen zu vier weiteren Mätressen eine Reihe von Kindern, die er als Grafen von Sponeck, de l‘Espérance und de Coligny nobilitieren ließ.
Im Wildbader Vertrag von 1715 erklärte Leopold Eberhard, dass er keine standesgemäße Ehe eingegangen sei und dass seine Nachkommen daher nicht erbberechtigt seien, und erkannte den Stuttgarter Herzog Ludwig Eberhard als seinen rechtmäßigen Nachfolger an. Dieser sicherte im Gegenzug die Versorgung der illegitimen Nachkommenschaft durch eine jährliche Rente zu.
Obwohl dieser Vertrag von Angehörigen der betroffenen Mätressen mit unterzeichnet wurde, unternahm Leopold Eberhard in der Folgezeit weitere Versuche, mit Hilfe des Kaisers bzw. des französischen Königs die Anerkennung seiner Söhne als rechtmäßige Erben zu erreichen. Die Erbstreitigkeiten gingen auch nach dem Tod Leopolds und dem Regierungsantritt Ludwig Eberhards in Mömpelgard 1723 weiter. Frankreich nutzte die Gelegenheit, sich Einfluss auf die württembergischen Territorien zu verschaffen. Während Mömpelgard selbst unbestritten ein Reichslehen war, forderte Frankreich schon länger von Württemberg die Anerkennung französischer Oberhoheit für die übrigen linksrheinischen Besitzungen. 1723 nahm es diese für die Söhne Leopolds in Besitz, bis 1748 Karl Eugen von Württemberg die französische Oberhoheit anerkannte. Den mit zahlreichen juristischen Gutachten geführten Rechtsstreit mit den Nachkommen beendete 1758 (ratifiziert 1761) ein Vergleich, in dem die Nachkommen endgültig gegen Rentenzahlung auf alle Ansprüche verzichteten.